# Gorzelniaski Omnibusbetrieb
Die Gorzelniaski Omnibusbetrieb GmbH ist ein Omnibus-Verkehrsunternehmen aus Flensburg in Schleswig-Holstein. Das Unternehmen betreibt neben dem Busverkehr auch einen Kanuverleih.
Das Unternehmen wurde 1924 gegründet und betreibt seit 2014 gemeinsam mit dem Unternehmen Hansen-Borg die Tochtergesellschaft Fördebus (ehemalige Bussparte der Fördereederei-Seetouristik).

## Geschichte

Altes Logo des Unternehmens bis in die 1990er Jahre

1924 gründete Alfons Gorzelniaski mit einem umgebauten 14-sitzigen Fahrzeug das Verkehrsunternehmen. Nachdem dieses gewachsen war, musste es in der Zeit des Zweiten Weltkrieges Fahrzeuge an die Wehrmacht abgeben. 1942 wurde der Betrieb mit holzgasbetriebenen Bussen weitergeführt.
Ab 1945 wurde der Linienverkehr im Gebiet der Kreise Schleswig und Flensburg-Land aufgenommen. Zehn Jahre nach dem Krieg wurden modernere Busse angeschafft. 1956 wurde die erste Europareise nach Paris für 98 DM angeboten.
Alfons Gorzelniaski junior übernahm den Betrieb 1971 und errichtete im Jahr darauf den heutigen Betriebssitz am Friedenshügel. Er gründete 1974 räumlich nebenan gelegen den Omnibushandel-Nord, damals die erste Setra-Werkstatt in Schleswig-Holstein. In der Folgezeit wurden weitere Betriebshöfe in Tarp und Eggebek erworben.
1996 sind Tochter Miriam Gorzelniaski und ihr Ehemann Sven L.-Gorzelniaski ins Familienunternehmen eingestiegen. 2014 wurde, gemeinsam mit dem Busunternehmen Hansen-Borg aus Handewitt, das Tochterunternehmen der ehemaligen Fördereederei-Seetouristik Fördebus mit Sitz in Schleswig übernommen. Dieses betreibt die Überlandlinie zwischen Eggebek und Holnis über Glücksburg und seit 2018 auch die AFAG-Linien.

## Linienübersicht
Folgende Buslinien betreibt Gorzelnialski als Subunternehmen im Auftrag:
| Linie | Verbindung                                                             |
| ----- | ---------------------------------------------------------------------- |
| 1551  | Tarp – Sieverstedt – Süderschmedeby – Tarp                             |
| 1552  | Tarp – Kragstedt – Wanderup – Tarp                                     |
| 1553  | Tarp – Jerrishoe – Tarp                                                |
| 1553  | Tarp – Eggebek – Sollerup – Jörl – Tarp                                |
| 1554  | Tarp – Oeversee – Barderup – Tarp                                      |
| 1553  | Eggebek – Sollerup                                                     |
| 1555  | Eggebek – Kleinjörl – Sollbrück – Eggebek                              |
| 1556  | Wanderup – Jerrishoe – Eggebekfeld – Eggebek                           |
| 1557  | Eggebek – Langstedt – Bollingstedt – Eggebek                           |
| 1559  | Sieverstedt – Havetoft                                                 |
| 1550  | Holnis – Glücksburg – Flensburg – Oeversee – Tarp – Eggebek (Fördebus) |
| 21    | Flensburg – Glücksburg – Holnis (Fördebus)                             |

## Fuhrpark

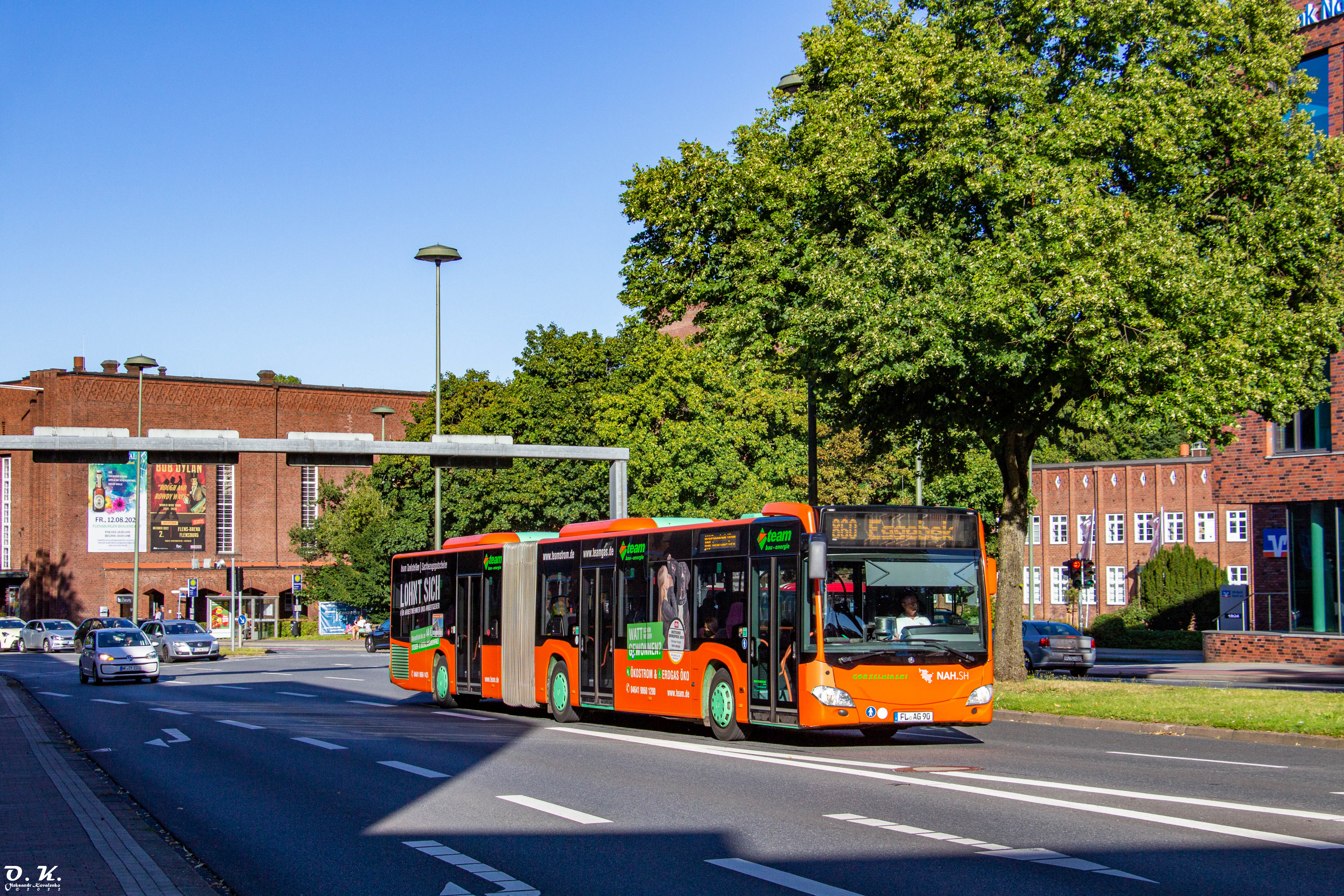
Mercedes-Benz Citaro C2 G

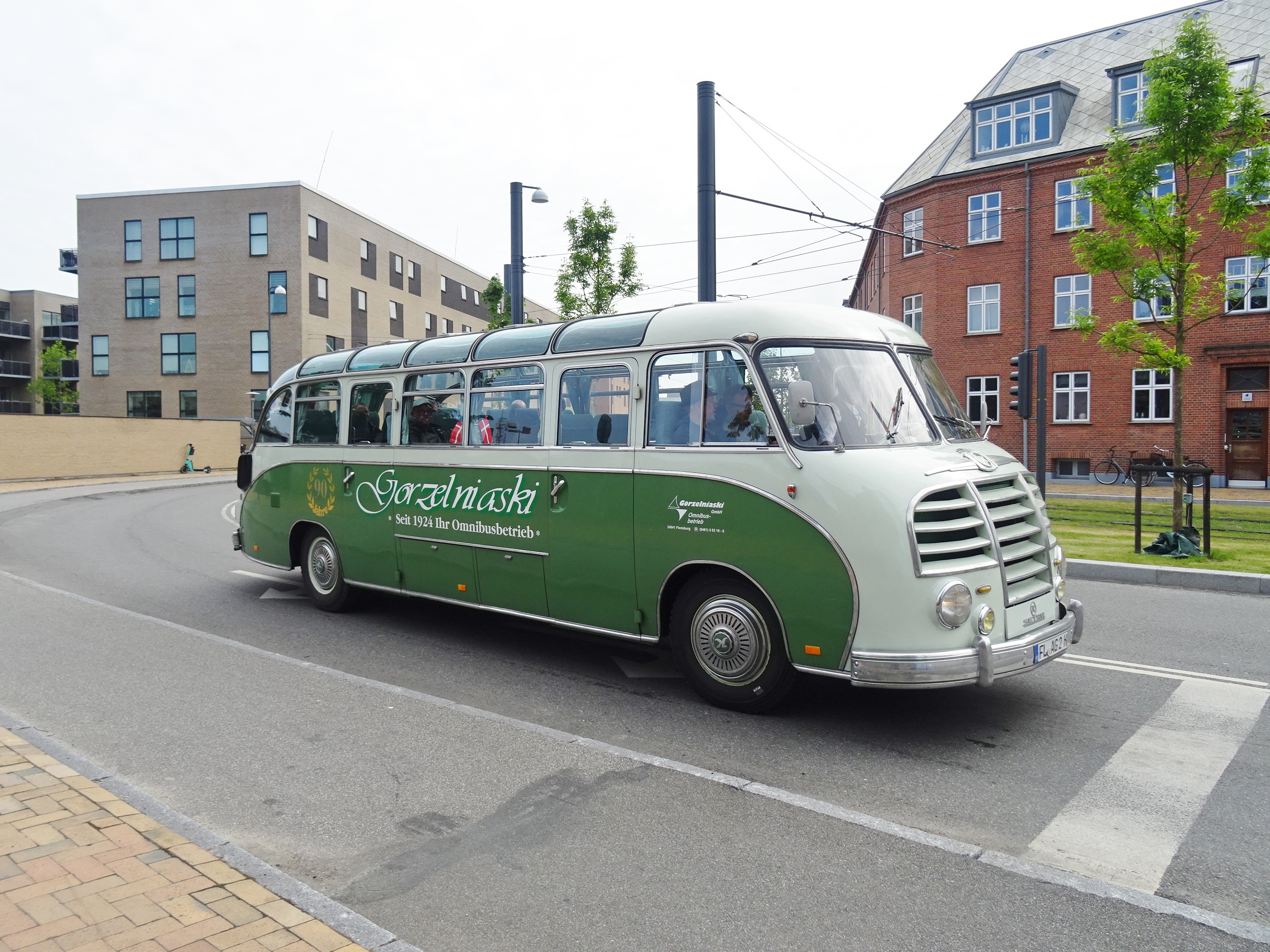
Historischer Setra S 8 in Odense, Dänemark

Folgende Fahrzeugtypen werden eingesetzt:
- Mercedes-Benz Citaro LE (Low-Entry-Bus)
- Mercedes-Benz Citaro G (Gelenkbus)
- Mercedes-Benz O 550 Mercedes-Benz Integro L II
- Setra S 411 HD
- Setra S 415 GT-HD
- Setra S 415 H
- Setra S 415 LE business
- Setra S 415 UL
- Setra S 416 NF
- Setra S 419 UL
- Setra S 8 (historischer Fuhrpark)

Die historischen Busse werden für Sonderfahrten oder als Film-Requisite (z. B. Die Sturmflut) vermietet.